# Lijst van Heemstedenaren
Een persoon die geboren is in Heemstede is een Heemstedenaar. Hieronder volgt een lijst van Heemstedenaren.

## A
- Peter Aryans (1918-2001), acteur
- Hans Asselbergs (1953-2007), componist en musicus
- Thijs Asselbergs (1956), architect en ingenieur

## B
- Vera de Backker (1962), kunstschilder en illustrator
- Mieke Bal (1946), literatuurwetenschapper
- Thierry Baudet (1983), politicus
- Cornelis Beets (1854-1928), predikant, beeldhouwer
- Jeroen Bleekemolen (1981), autocoureur

## C
- Ivo Chundro (1976), zanger en acteur

## D
- Floortje Dessing (1970), televisiepresentatrice
- Joost Divendal (1955-2010), publicist en journalist
- Jan van Dort (1889-1967), voetballer; bronzen medaille Olympische Spelen van 1936

## E
- Erica van Eeghen (1955), zakelijk leider toneelgezelschap

## F
- Annemieke Fokke (1967), hockeyster; bronzen medaille Olympische Spelen van 1988

## G
- John Goossens (1988), voetballer van onder andere N.E.C.

## H
- Pieter Jacob Harrebomée (1809-1888), taalkundige
- Anne Hofte (1925), beeldhouwer, schilder

## K
- Pieter Kooijmans (1933-2013), politicus, was minister van Buitenlandse Zaken, volkenrechtdeskundige, minister van Staat
- Roepie Kruize (1925-1992), hockeyinternational en -coach; 1948 bronzen medaille Olympische Spelen, 1952 zilveren medaille Olympische Spelen

## L
- Cees van Lent (1922-2000), brigadegeneraal en staatssecretaris van Defensie
- Kay van de Linde (1962), spindoctor en mediastrateeg
- Toon Loerakker (1873-1950), vakbondsbestuurder en politicus
- Marianne van de Linde (1962), langeafstandsloper
- David Eliza van Lennep (1864-1934), burgemeester

## M
- Dick Maas (1951), filmregisseur
- Peer Mascini (1941-2019), acteur
- Dirk Meeldijk (1958), volkszanger
- Jan Gmelich Meijling (1936-2012), politicus, was staatssecretaris van Defensie

## N
- Johan Neeskens (1951-2024), voetballer en coach
- Robert Christiaan Noortman (1946-2007), internationaal kunsthandelaar

## P
- Adriaan Pieter Prins (1884-1958), schrijver, vertaler en journalist
- Kees Prins (1956), acteur

## S
- Rinus van Schendelen (1944-2024), politicoloog
- Inge Schrama (1985), actrice
- Rudolf Spoor (1938-2024), televisieregisseur
- Gaston Starreveld (1962), presentator en voice-over
- Joost Swarte (1947), striptekenaar en grafisch ontwerper

## V
- Frans Vasen (1930-1995), acteur
- Lambert Veenendaal (1937-2025), diplomaat
- Gesine Vester (1857-1939), schilder
- John J. Vis (1929–2015), muziekproducent en impresario
- Johannes de Vries (1927-2021), hoogleraar en historicus
- Willem Vester (1824-1895) kunstschilder

## W
- Ad Windig (1912-1996), fotograaf
- Julien Wolbers (1819-1889), historicus, publicist, abolitionist
- Diana de Wolff (1959), advocaat, politica, lid van de Eerste Kamer

Alkmaar · 
Almelo ·
Almere · 
Alphen-Chaam · 
Alphen aan den Rijn ·
Amersfoort · 
Amstelveen · 
Amsterdam · 
Apeldoorn · 
Arnhem · 
Assen ·
Baarn · 
Bergen op Zoom · 
Bilthoven · 
Bolsward · 
Boxtel · 
Breda · 
Bredevoort · 
Brunssum · 
Bussum · 
Delft ·
Den Haag ·
Den Helder · 
Deurne · 
Deventer · 
Doetinchem ·
Dokkum · 
Dordrecht · 
Drachten · 
Ede · 
Eindhoven · 
Emmen · 
Enschede · 
Franeker · 
Geleen · 
Gouda · 
Groenlo ·
Groningen · 
Haarlem · 
Harlingen ·  
Heemstede · 
Heerenveen · 
Heerlen · 
Helmond · 
Hengelo · 
's-Hertogenbosch · 
Hilversum · 
Hoogeveen · 
Hoorn · 
Horst ·
Kampen · 
Kerkrade · 
Leerdam · 
Leeuwarden · 
Leiden · 
Lelystad · 
Maastricht · 
Meppel ·  
Middelburg  ·
Nijkerk · 
Nijmegen · 
Oldenzaal · 
Ommen · 
Oss · 
Rijswijk (Zuid-Holland) · 
Roosendaal · 
Rotterdam · 
Schiedam · 
Sittard · 
Sittard-Geleen · 
Sneek · 
Soest · 
Stadskanaal · 
Tegelen · 
Tiel · 
Tilburg · 
Urk · 
Utrecht · 
Veenendaal · 
Veghel · 
Venlo · 
Venray · 
Vlaardingen · 
Vlissingen · 
Wageningen · 
Warnsveld · 
Weert · 
Winschoten · 
Woerden · 
Zeist · 
Zierikzee · 
Zoetermeer · 
Zutphen · 
Zwolle